# Дело Владислава Синицы
Де́ло Владисла́ва Сини́цы — уголовное дело по обвинению 30-летнего подмосковного финансового менеджера и блогера Владислава Синицы по части 2. статье 282 УК РФ («Возбуждение ненависти либо вражды, а также унижение достоинства человека либо группы лиц с помощью интернета и угрозой применения насилия»). 31 июля 2019 года Владислав Синица опубликовал в социальной сети «Твиттер» сообщение, в котором, по версии обвинения, призывал к насилию над детьми силовиков. 3 сентября того же года Пресненский суд г. Москвы за это приговорил его к пяти годам лишения свободы в колонии общего режима. В интернете дело Синицы получило расхожее альтернативное название как «пять лет за твит». Приговор вызвал значительный и вместе с тем неоднозначный отклик в российском общественном и политическом сознании, а сам эпизод является частью более широкого политического процесса — Московского дела. 11 декабря 2019 года международная правозащитная организация «Мемориал» признала Синицу политическим заключённым. 
Срок заключения Владислава Синицы заканчивался 1 июля 2024 года, однако в заключении Синица получил новый срок. 13 июня 2024 года Владислав Синица получил 2,5 года заключения в колонии по обвинению в экстремизме (статья 280 УК части 1 и 2) из-за разговоров с другими заключенными, в которых осуждал российских военных, участвующих в войне на Украине, а также из-за твитов, в которых по версии следствия, есть экстремизм.

## Личность подсудимого
Владислав Юрьевич Синица родился в 1989 году в городе Подольске, Московской области. В 2015 году получил высшее образование во Всероссийской государственной налоговой академии Министерства финансов РФ по специальности «Финансы и кредит». До своего задержания работал менеджером в ООО «Универсальный советник». На момент задержания проживал в городе Люберцы Московской области.

## Обстоятельства дела
После протестной акции 27 июля, где участники подверглись избиениям и задержаниям со стороны правоохранительных органов, в блогосфере началась дискуссия о возможной деанонимизации силовиков. На фоне этих событий, 31 июля 2019 года, Владислав Синица вступил в диалог в социальной сети «Твиттер» под ником «Макс Стеклов» с другим пользователем по имени «Голос Мордора», в ходе которого написал последнему сообщение (реплай), в котором представил ситуацию того, что может случиться с детьми правоохранителей, если данные об их местонахождении начнут изучать в интернете. В частности, Синица использовал фразу «вместо ребёнка по почте приходит компакт-диск со снафф-видео». Через несколько дней в интернете произошла деанонимизация самого «Макса Стеклова», в «Твиттере» опубликовали фотографию Владислава Синицы с его именем и фамилией. На суде Синица признал, что является автором сообщения, и объяснял, что его «немножечко грубый и неэтичный» твит является реакцией на действия правоохранителей, участвовавших в разгоне летних московских протестов. Он добавил, что его запись «не [была] адресована широкому кругу лиц», а является «симметричным ответом» пользователю, с которым он вступил в дискуссию в соцсети.

## Уголовный процесс
3 августа 2019 года, через три дня после публикации твита, Следственным комитетом в отношении Синицы было возбуждено уголовное дело по пункту «а» ч. 2, статьи 282 УК РФ — угроза жизни сотрудников правоохранительных органов, а также их близких родственников. Вечером того же дня его задержали на Чистопрудном бульваре во время несогласованной акции. По словам следователя, при задержании Синица попытался уничтожить свой мобильный телефон. Затем у Синицы провели обыск, а самого его допросили в качестве подозреваемого. Через два дня, 5 августа, Пресненский районный суд арестовал Синицу сроком до 3 октября. 20 августа дело передали в суд.

### Экспертизы
Первую психолого-лингвистическую экспертизу по поручению Следственного комитета проводили два сотрудника из Центра социокультурных экспертиз: учитель математики Крюкова Н. Н. и преподаватель иностранных языков Тарасов А. Е. Эти же люди выносили следственное заключение по делу Pussy Riot. Эксперты пришли к выводу, что в записях блогера есть признаки призыва и возбуждения вражды. Вторую экспертизу проводили лингвисты из Института криминалистики ФСБ Снежана Селиванова и Юрий Хомяков, которые не нашли в текстах призывов к осуществлению насильственных действий в отношении правоохранителей и их родственников, но нашли возбуждение ненависти по отношению к силовикам. Защита Синицы предоставила экспертизу, выполненную некоммерческой организацией «Центр по проведению судебных экспертиз и исследований», в которой эксперты не нашли в записях Синицы призывов к насилию, возбуждению ненависти или вражды к кому-либо.

### Суд
Судебное следствие длилось один день. 2 сентября 2019 года, в Пресненском районном суде Москвы защита и обвинение представили доказательства. В тот же день прошли прения сторон, а Синица выступил с последним словом. Свидетелями со стороны обвинения выступили росгвардейцы Артём Тарасов и Александр Андреев, а главными доказательствами в деле стали судебные экспертизы.
3 сентября 2019 года судья Елена Абрамова вынесла приговор Владиславу Синице — 5 лет общего режима.
3 октября 2019 года Московский городской суд рассмотрел апелляцию и на следующий день оставил решение суда первой инстанции без изменений.
12 ноября 2019 года стало известно, что Синица будет отбывать наказание в Костромской области.
29 января 2020 года Второй кассационный суд общей юрисдикции рассмотрел кассационную жалобу на приговор и оставил его без изменений.
21 сентября 2020 года Верховный суд России отказался рассматривать жалобу на приговор.
10 марта 2021 года председатель Верховного суда России (либо его заместитель) также отказался рассматривать жалобу на приговор.
4 марта 2022 года Шарьинский районный суд Костромской области отказался заменять Синице неотбытую часть срока более мягким видом наказания (например, исправительными работами или штрафом).
11 мая 2022 года Костромской областной суд оставил данное решение без изменений.

### Внесение в список экстремистов и террористов
11 декабря 2019 года стало известно, что Владислава Синицу внесли в список экстремистов и террористов Росфинмониторинга, а его банковские счета будут заблокированы.

### Новое уголовное дело
Незадолго до окончания своего срока — 1 июля 2024 года, когда Владислав Синица мог выйти на свободу, он получил новый срок. 13 июня 2024 года Владислав Синица получил 2,5 года заключения в колонии по обвинению в экстремизме (статья 280 УК части 1 и 2) из-за разговоров с другими заключенными, в которых осуждал российских военных, участвующих в войне на Украине, а также из-за твитов, в которых по версии следствия, есть экстремизм.

## Общественная реакция
С момента заключения Синицы под стражу о приговоре высказывались различные государственные служащие, политические и общественные деятели. Приговор вызвал значительный и неоднозначный отклик в российском общественном и политическом сознании. Комментарии чиновников и журналистов федеральных СМИ сопровождались одобрением вида наказания и срока заключения, в то время как независимые политики и журналисты, раскритиковав скандальный твит Синицы, подвергли критике приговор.

### Освещение твита Синицы федеральными каналами
По мнению некоторых деятелей, возможно, что ключевым фактором того, что на твит Синицы обратили внимание, а самого фигуранта заключили под стражу, стала активная роль федеральных СМИ, которые первыми обратили внимание на скандальный твит и рассказывали о нём под обвинительным уклоном. Адвокат Дмитрий Динзе считает, что никто бы и не узнал о твите Синицы, если бы федеральные каналы не вытащили его в публичное пространство. Специалист в области современных политических теорий и редактор отдела политики Новой газеты Кирилл Мартынов считает, что пропаганда использовала Синицу и его скандальный твит в качестве инструмента для дискредитации летних протестов.
| Федеральные каналы | Определение твита Синицы |
| ------------------ | --- |
| НТВ                | «предлагал устраивать расправы над детьми силовиков»                                                                                                   |
| ТВЦ                | «убийственный пост», который «призывал расправляться с детьми сотрудников правоохранительных органов» или «призывал убивать детей сотрудников полиции» |
| Россия-24          | «призывавшего расправляться с детьми сотрудников полиции»                                                                                              |
| Россия-1           | «призывал мстить сотрудникам полиции и Росгвардии, предлагал убивать их детей»                                                                         |
| РЕН-ТВ             | «призывающий похищать и убивать детей полицейских» |

### Поддержавшие приговор
Президент Российской Федерации Владимир Путин в интервью ТАСС оправдал наказание Синицы, по его словам, мысли, которые допустил Синица, неприемлемы по отношению к людям, которые служат Родине и могут иметь нехорошие последствия. Путин, в частности, заявил, что «это можно, знаете, как разбалансировать ситуацию в стране, мало не покажется, с этим не шутят».
Директор Нацгвардии Виктор Золотов счёл, что Владислав Синица «ещё малым сроком отделался». Официальный представитель Нацгвардии Валерий Грибакин также назвал приговор справедливым. Депутат Государственный Думы РФ Евгений Фёдоров считает, что есть вещи, которые государство должно «отсекать сразу» и таким приговором оно дало понять, что в эту [угрожать семьям представителей власти] сторону идти нельзя. Депутат Государственный Думы РФ Фатих Сибагатуллин, комментируя случай с Синицей, считает, что за слова в интернете, если они мешают людям, можно сажать.
Генеральный продюсер Матч-ТВ Тина Канделаки прокомментировала дело Синицы, апеллируя к тому, что неважно где и в какой форме случилось разжигание ненависти, если эти слова могли кого-то вдохновить на противоправное деяние, «я не считаю, что твит чем-то отличается от любого другого публичного высказывания и что за эту форму выражения человек должен получать скидку». С ней согласна журналистка Леся Рябцева, по её словам «в интернете действуют те же правила, что и везде, призыв уничтожать любую группу людей должен наказываться». Эту же мысль поддержал адвокат и член Общественной палаты России Шота Горгадзе, он считает, что «вне зависимости от того, был призыв осуществлён в реальности или нет, нарушение УК имело место быть. Наказание заслуженное».
Тележурналист и ведущий программы «Время покажет» на «Первом канале» Анатолий Кузичев на своей странице в социальной сети Твиттер опубликовал пост со следующими словами: «Считаю своим долгом выйти в Твиттер со своим одиночными пикетом и плакатом „Ублюдок Синица осуждён справедливо“». Его коллега тележурналист Владимир Соловьёв с канала Россия-1 считает, что «люди, которые требуют освободить Синицу уподобляются стражам порядка, отвечающим „вот когда убьют тогда и приходите“».
Журналистка Екатерина Винокурова написала, что не готова вписаться за Синицу, по её словам «Синица похож на сумасшедшего. Вменяемый человек такое просто не напишет». Схожую мысль выдвинул философ и политолог Олег Матвейчев заявив, что «человек, очевидно, повёрнут на подобном [снафф-видео] контенте». По его мнению, раз экспертиза признала его вменяемым, то Синицу следует изолировать от общества.
Публицист и переводчик Дмитрий Пучков, также известный как Гоблин, заявил, что подобные [как у Синицы] высказывания недопустимы, а приговор посчитал справедливым.
Политолог Павел Данилин для газеты Взгляд прокомментировал наказание Синицы следующим образом — он сказал, что поступок Синицы мог привести к печальным последствиям, и что «эффективность судебной системы не вызывает сомнения».
Журналист Олег Лурье поддержал приговор, отметив, что «вариант „Да он же просто сказал, а за слово нельзя наказывать“ не проходит». С ним согласен публицист Егор Холмогоров, который считает, что в этом деле не важно «является подобное риторикой или конкретно угрозой, такие действия омерзительны», он также добавил, что считает срок наказания Синицы недостаточным.
Журналист Армен Гаспарян назвал в твиттере Синицу «мразью» и пожурил всех тех, кто надеется, что анонимность им поможет.
Литературовед Александр Архангельский в своём посте на личной странице в фейсбуке возмутился тем, что Синица упомянул детей силовиков и коротко охарактеризовал это как «через детей — принцип дикарей».

### Возмутившиеся приговором
Представители российской политической оппозиции и либеральной общественности подвергли критике приговор Синице. Российский оппозиционный лидер Алексей Навальный заявил, что получал подобные [по типу того, что написал Синица] твиты неоднократно: «Мне 30 раз в день сообщают, что надо убить и меня, и моих детей». Политик и соратник Навального Леонид Волков назвал происходящее с Синицой «вершиной лицемерия», а экспертизы, показания, пострадавших и экспертов назвал «фейковыми».
Независимый российский политик Леонид Гозман опубликовал в своём фейсбуке пост, где защищал Синицу, аргументируя тем, что Синица никому не угрожал, а предупреждал, что и до такого может дойти. Он посчитал приговор Синицы показательным, что власть хочет внушить людям чувство страха. С ним согласен журналист Андрей Лошак, который считает, что в тексте Синицы нет призыва, что «он скорее предупреждает о высокой вероятности такого развития событий, если насилие над протестующими не прекратится».
По словам политолога Кирилла Рогова, твит Синицы является глупой эмоциональной реакцией на полицейское насилие во время московских митингов, а его последовавшее за этим наказание было желание «утвердить легальность того избыточного насилия, которое спровоцировало твит». Его коллега, политолог и философ Кирилл Мартынов посчитал, что люди, которые выносят такие приговоры намного хуже [Синицы], «государство главный моральный монстр». Журналист Антон Орехъ опасается, что приговор Синицы может вызвать у некоторых людей нездоровые мысли, что « [у них] может родиться план насилия», по его словам скандальный твит Синицы — безвредная глупость.
Обозреватель Новой газеты и член Совета по правам человека Леонид Никитинский высказал мнение, что «высказывание Синицы мерзко с этической точки зрения, но никакой реальной угрозы оно не содержит». С ним согласен журналист Александр Невзоров, который назвал твит Синицы интернет-болтовней, писаниной, которая никакую опасность ни для кого не представляла.
Журналист и общественный деятель Николай Сванидзе считает, что Синице стоило контролировать свои слова и не вмешивать в политику чьих-то детей. Приговор в отношении Синицы он называет справедливым, хотя излишне жестокий, при этом он отдельно отметил, что против тюремного срока.
Журналист Максим Шевченко провёл параллели с делом Светланы Прокопьевой. По его мнению в обоих случаях людей судят за слова в интернете, но если преследование Прокопьевой — это «расправа, произвол, беззаконие», то «твит [Синицы] был абсолютно аморален, угроза детям». Он добавляет, что не поддерживает тюремное наказание и что достаточно было Синицу оштрафовать. Бывший секретарь Союза журналистов России Игорь Яковенко так же соотнёс уголовное дело Синицы с уголовным делом Светланы Прокопьевой, которую обвиняют в оправдании терроризма. По его словам угроз в словах Синицы нет, а то, что никто не пикетирует в защиту обоих обвиняемых, это плохо.
Журналист Иван Давыдов в колонке для Сноба осудил приговор Синице как «неоправданно жестокий и неадекватный» и что «это дикость — пять лет за несколько слов». Адвокат Илья Новиков считает, что «сажать конкретно за данный твит — беспредел» и что «эта ситуация была, очевидно, раздута очень искусственно».
Директор информационно-аналитического центра «Сова» Александр Верховский назвал Синицу идеальным объектом, который сказал нечто такое, что никто не возьмётся защищать. При этом он считает, что наказание в виде лишения свободы несоразмерно деянию.
Социолог Борис Кагарлицкий назвал твит Синицы «омерзительным», но считает, что Синицу следовало оштрафовать или отправить на исправительные работы, вместо того чтобы делать его в глазах общественности «жертвой государственного произвола».
3 октября российские блогеры и журналисты написали открытое письмо, в котором выступили в поддержку Владислава Синицы. Свою подпись оставили Илья Азар, Олег Кашин, Виктор Шендерович, Татьяна Фельгенгауэр, Руслан Соколовский, Дмитрий Гудков, Мария Баронова, Михаил Светов и другие. 5 октября стало известно, что ОБСЕ в лице Арлема Дезира, который отвечает по вопросам свободы СМИ, считает приговор Синице непропорциональным жестоким и призвал к пересмотру наказания. 11 декабря международная правозащитная организация «Мемориал» признала Синицу политическим заключённым.